# Monika Wielichowska
Monika Wielichowska, née le 4 octobre 1973 à Nowa Ruda, est une femme politique polonaise, membre de Plate-forme civique.
Elle est députée de la circonscription de Wałbrzych (Basse-Silésie) à la Diète de la République de Pologne depuis 2007.

## Biographie
Monika Wielichowska fait des études en économie régionale et tourisme à l'antenne de Jelenia Góra de l'Académie d'économie de Wrocław. Elle suit ensuite des cours de journalisme et communication à l'université de Wrocław. Elle complète ultérieurement cette formation en 2012 par un diplôme post-master de management et financement des infrastructures routières à l'École des hautes études commerciales de Varsovie (SGH).
De 1997 à 2006, elle travaille à la mairie de Nowa Ruda, chargée de la communication municipale. De 2002 à 2007, elle est membre du conseil du district de Kłodzko dont Nowa Ruda est le chef-lieu. 
Elle est élue pour la première fois au parlement lors des élections de 2007, réélue en 2011, 2015, 2019 et 2023.